# Кушумская лошадь
Кушумская порода лошадей (каз. Көшім жылқысы) — порода лошадей мясо-молочного направления. Является одной из самых популярных пород в коневодстве Казахстана.

## Происхождение
Выведена в 1930—1976 годы учёными Казахского НИИ технологического института овцеводства и специалистами конных заводов и совхозов Уральской и Актюбинской областей Казахской ССР путём сложного скрещивания кобыл казахской породы с жеребцами чистокровной верховой, русской рысистой и донской пород с последующим разведением помесей. Масть рыжая и гнедая. Высота в холке у жеребцов 160,9 см, длина туловища 158,2 см, обхват груди 192,2 см. Живая масса жеребцов 540 кг, кобыл 492 кг. Плодовитость 70—80 жеребят от сотни кобыл. Среднесуточный удой 1800—2200 л молока. Совершенствованием породы занимается Казахский научно-исследовательский институт животноводства и кормопроизводства.